# Таши Палден
Джамьян-чойдже Таши Палден (тиб. འཇམ་དབྱང་ཆོས་རྗེ་བཀྲ་ཤིས་དཔལ་ལྡན, Вайли jam dbyangs chos rje bkra shis dpal ldan; монг. Жамьян цорж Дашбалдан; Самье, Тибет, 1379 — Дрепунг, Тибет, 1449) — тибетский буддийский наставник, основатель монастыря Дрепунг.

## Биография
Джамьян-чойдже Ташин Палден был одним из восьми ближайших учеников Цонкапы, основателя буддийской школы гелуг. Монашеское посвящение получил в кагьюпинском монастыре Цетанг, учился также в Сангпу и Кьормолуне. До того, как стать учеником Цонкапы, учился у настоятеля монастыря Кьормолун, сакьяского учителя Кажипы, там же он выучился Абхидхарме и Винае.
В 1416 году при поддержке правителя Тибета из династии Пагмоду Намкая Зангпо основал один из крупнейших гелугпинских монастырей — Дрепунг. По преданию, отправившись по наказу Цонкапы на поиски места для нового монастыря, он заночевал у горы Гемпел. Во сне ему было видение, что если построить монастырь на вершине горы, то в нём будет очень много лам, и их духовная практика будет очень успешной, однако сам монастырь будет беден; если у подножия горы, то будет беден учеными, но будет материально процветать. Если же построить монастырь на середине горы, то в обоих отношениях будет равенство, и Джамьян-чойдже избрал этот вариант. Согласно традиции, Джамьян-чойдже был одним из прошлых рождений линии тулку Богдо-гэгэнов, что было предсказано самим Цонкапой. Главными учениками Таши Палдена были лопён Галеб, лопён Таглеб и Цанпа Кунгьялпа, а также многие другие настоятели ранних монастырей школы гелуг.

## Работы
На сегодняшний день всё его литературное наследие утеряно, за исключением двух работ:
- Сокровенное житие Цонкапы — песня, рассказывающая о тайных йогических опытах и видениях его учителя, Цонкапы
- Конспект учений Цонкапы в монастыре Ретинг о «Шикшасамуччае» Шантидевы